# 1279

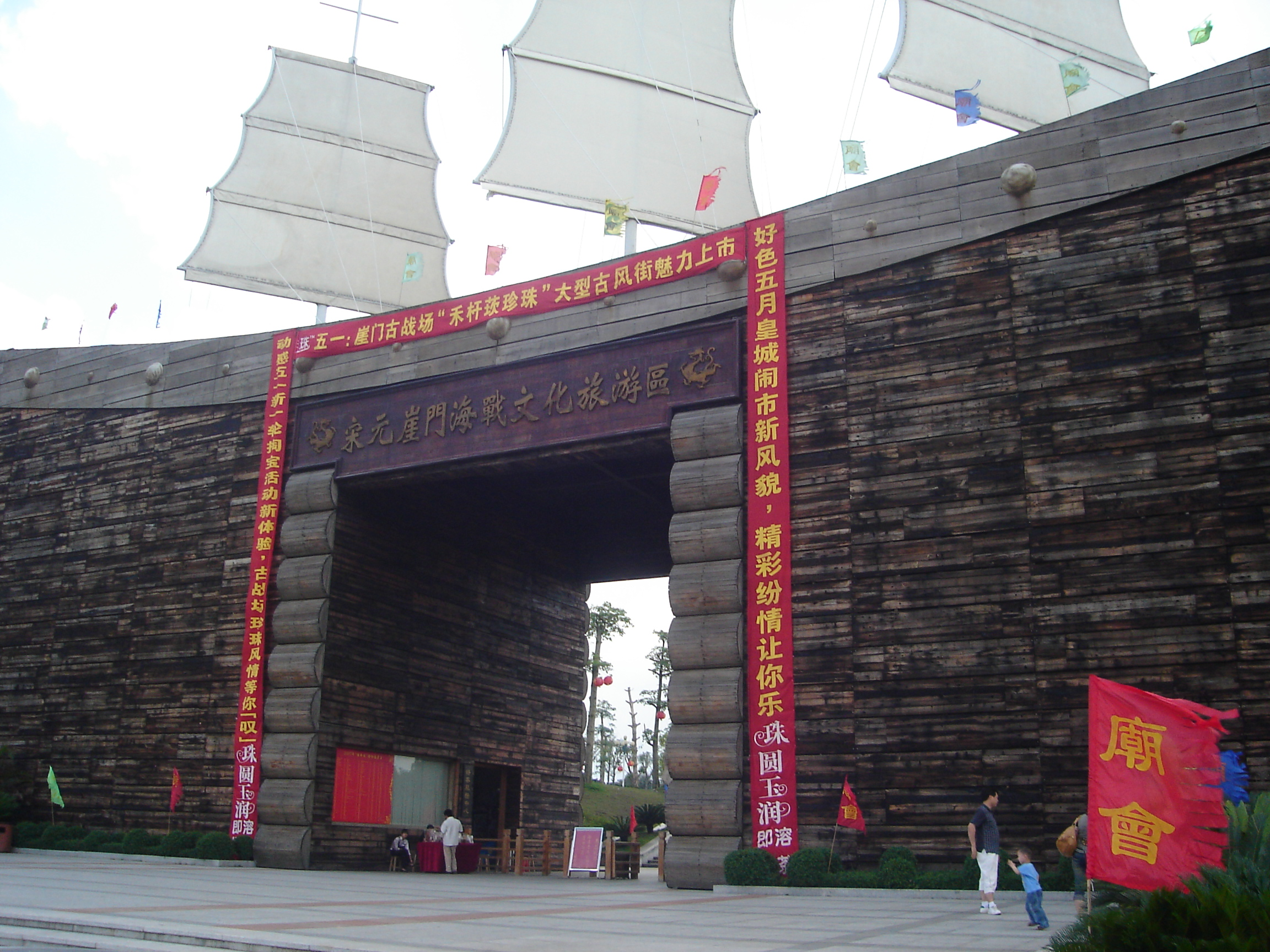
monument voor de Slag bij Yamen

Het jaar 1279 is het 79e jaar in de 13e eeuw volgens de christelijke jaartelling.

## Gebeurtenissen
- 19 maart - Slag bij Yamen: In een zeeslag verslaan de Mongolen van de Yuan-dynastie definitief de Song-dynastie, die daarmee beëindigd wordt.
- 17 juli - slag bij Devina: De Bulgaarse tsaar Ivajlo verslaat een Byzantijnse overmacht die tegen hem is opgetrokken om zijn rivaal Ivan Asen III op de troon te zetten.
- 5 maart - Slag bij Aizkraukle: Litouwen verslaat de Duitse Orde en de Lijflandse Orde. De Semgallen komen in opstand tegen de Lijflandse Orde.
- Paus Nicolaas III spreekt zich in de bul Exiit qui seminat uit over het armoede-ideaal van de Franciscanen.
- Het sticht Utrecht wordt in zijn geheel verpand aan graaf Floris V van Holland.
- 3 december - Palamós wordt gesticht.
- Stadsbrand in Utrecht
- Robert II van Bourgondië trouwt met Agnes Capet
- oudst bekende vermelding: Sokolov

## Opvolging
- graafschap Bourgondië - Adelheid opgevolgd door haar zoon Otto IV
- Brunswijk-Wolfenbüttel - Albrecht I opgevolgd door zijn zoons Hendrik I, Albrecht II en Willem I
- China (zuidelijke deel) - Song Bingdi (Song-dynastie) opgevolgd door Koeblai Khan (Yuan-dynastie)
- Groot-Polen - Bolesław de Vrome opgevolgd door zijn neef Przemysł II
- Limburg - Walram IV opgevolgd door zijn dochter Irmgard
- Loon - Jan opgevolgd door zijn zoon Arnold V
- Mammelukken (Egypte) - Al-Said Barakah opgevolgd door Salamish, op zijn beurt opgevolgd door Qalawoon
- Polen - Bolesław V opgevolgd door Leszek II, hertog van Sieradz en Łęczyca
- Ponthieu - Johanna opgevolgd door haar dochter Eleonora van Castilië
- Portugal - Alfons III opgevolgd door zijn zoon Dionysius
- Württemberg - Ulrich II opgevolgd door zijn halfbroer Eberhard I

## Geboren
- Ingeborg van Zweden, echtgenote van Erik IV van Denemarken (jaartal bij benadering)

## Overleden
- 16 februari - Alfons III (68), koning van Portugal (1247-1279)
- 8 maart - Adelheid, gravin van Bourgondië
- 14 april - Bolesław de Vrome, hertog van Groot-Polen (1257-1279)
- 3 september - Étienne Tempier, bisschop van Parijs
- 18 september - Ulrich II (~25), graaf van Württemberg
- 14 oktober - Walram IV, hertog van Limburg (1247-1279)
- 17 december - Bolesław V (53), groothertog van Polen (1243-1279)
- Jan, graaf van Loon
- Lu Xiufu, Chinees staatsman
- Otto II, graaf van Bentheim
- Rinchen Gyaltsen (~41), Tibetaans geestelijke
- Song Bingdi (~8), keizer van Song (1278-1279)